# Торре-ди-Мосто
Торре-ди-Мосто (итал. Torre di Mosto, вен. Tore de Mosto) — коммуна в Италии, располагается в провинции Венеция области Венеция.
Население составляет 4304 человека, плотность населения составляет 113 чел./км². Занимает площадь 38 км². Почтовый индекс — 30020. Телефонный код — 0421.
Покровителем коммуны почитается святитель Мартин Турский, празднование 11 ноября.